# Tremplin de Zirnberg
Le tremplin de Zirnberg est un tremplin de saut à ski situé à Ruhpolding en Allemagne.